# George Peabody
George Peabody (Peabody, Massachusetts, 18 de febrer de 1795 - Londres, UK, 4 de novembre de 1869) va ser un financer americà-britànic considerat àmpliament com el "pare de la filantropia moderna".
Nasqué en una família pobra de Massachusetts, Peabody entrà en el negoci de les mercaderies seques (dry goods) i més tard a la banca. El 1837, es traslladà a Londres. Com que no tenia fills va passar el seu negoci al seu soci Junius Spencer Morgan empresa que va esdevenir J.P. Morgan & Co. després de la jubilació de Peabody el 1864.
De vell es va dedicar a la filantropia i fundà, entre d'altres, Peabody Trust, Peabody Institute i George Peabody Library.